# Rosa heckeliana
Rosa heckeliana är en rosväxtart som beskrevs av Leopold Trattinnick. Rosa heckeliana ingår i släktet rosor, och familjen rosväxter. Inga underarter finns listade i Catalogue of Life.